# Cyanide
Cyanide sind Salze und andere Verbindungen der Blausäure (Cyanwasserstoff, HCN). In der organischen Chemie ist „Cyanid“ eine veraltete, aber durchaus noch gebräuchliche Bezeichnung für Nitrile – in der Betrachtungsweise als Ester der Blausäure – mit der allgemeinen Formel R–C≡N. Der Name Cyanid leitet sich von altgriechisch κυάνεος kyáneos, deutsch ‚dunkelblau‘, ab und rührt von der Gewinnung aus Eisenhexacyanidoferrat (Berliner Blau) her, einem Pigment mit tiefblauer Farbe.

## Eigenschaften
Die salzartigen Cyanide enthalten das Cyanid-Anion [C≡N]−, die organischen Cyanide die funktionelle Gruppe –C≡N. Wasserlösliche Cyanide werden an feuchter Luft teilweise hydrolysiert und riechen dadurch nach Blausäure.

### Einfache Verbindungen
Alle Cyanide der Alkali- und Erdalkalimetalle sind hochgiftig und in Wasser leicht löslich, wie zum Beispiel Kaliumcyanid (Zyankali) und Natriumcyanid. Die Giftigkeit dieser Salze liegt an der Freisetzung der Blausäure bei der Reaktion mit der Salzsäure des Magens:
{\displaystyle \mathrm {KCN+HCl\longrightarrow HCN+KCl} }
Kaliumcyanid spielt eine Rolle in der Galvanik.
Natriumcyanid wird zur Gold- und Silbergewinnung genutzt.

### Komplexverbindungen (Cyanoverbindungen)

Die Struktur des Hexacyanidoferrat(II)-Anions

Das Cyanidanion ist sehr reaktiv und bildet mit Metallen (abgesehen von Alkali- und Erdalkalimetallen) wie, insbesondere mit Eisen sehr stabile Komplexverbindungen. Das Cyanidion hat dabei einzähnigen Charakter. Meist bildet sich ein anionischer Komplex, in dem Cyanidogruppen um das Metall als Zentralatom angeordnet sind, wie beim [Fe(CN)6]4−. Mit Kationen bilden sich Salze wie K4[Fe(CN)6], Kaliumhexacyanidoferrat(II), das „gelbe Blutlaugensalz“. In vielen derartigen Komplexverbindungen sind die Cyanid-Moleküle so stabil gebunden, dass sie sich nicht lösen, nicht mehr chemisch reagieren, und die Komplexe für Organismen völlig ungiftig sind.
Blausäure lässt sich aus den Komplexen aber zum Teil durch Zugabe heißer verdünnter Schwefelsäure freisetzen, Cyanidkomplexe sind daher mit gewisser Vorsicht zu handhaben. Konzentrierte Schwefelsäure setzt aus den Komplexen keine Blausäure frei, da diese unter den Reaktionsbedingungen sofort zu Kohlenstoffmonoxid umgesetzt wird. Analytisch lässt sich in wässrigen Lösungen der Komplexe ebenfalls kein Cyanid nachweisen.

#### Verwendung von Komplexverbindungen in der Lebensmittelindustrie
In der Lebensmittelindustrie werden die Cyanido-Komplexe Natriumferrocyanid (E 535, Natriumhexacyanidoferrat(II)), Kaliumferrocyanid (E 536, Kaliumhexacyanidoferrat(II)) und Calciumferrocyanid (E 538, Calciumhexacyanidoferrat(II)) als Lebensmittelzusatzstoff verwendet. Diese Salze sind in geringen Mengen als künstliche Rieselhilfe, Trennmittel und Stabilisator für Kochsalz und Kochsalzersatz zugelassen. Kaliumferrocyanid findet zudem in der Blauschönung von Wein Anwendung, um Metallspuren zu beseitigen.

## Natürliches Vorkommen
Cyanide kommen – gebunden in nicht toxischen cyanogenen Glycosiden – in den Kernen vieler Früchte vor, so etwa in Rosengewächsen (Prunus-Arten wie Pflaume (Prunus domestica), Schlehdorn (Prunus spinosa), Aprikose (Prunus armeniaca), Mandel (Prunus dulcis), Pfirsich (Prunus persica), Sauerkirsche (Prunus cerasus)), in Hülsenfrüchtlern (Leguminosen), Wolfsmilchgewächsen wie Maniok (Manihot esculenta), Süßgräsern wie Sorghumhirsen, Leingewächsen, etwa Flachs (Linum usitatissimum), Aronstabgewächsen, Korbblütlern und Passionsblumengewächse, aber auch in Farnen, wie dem Goldtüpfelfarn (Phlebodium aureum).

## Giftwirkung
Cyanide wie Blausäure (HCN) und deren Alkalisalze (z. B. KCN oder NaCN) sind hochtoxisch. Vergiftungen mit diesen Substanzen können im industriellen und gewerblichen Bereich als Unfälle, aber auch im Privatbereich in Folge absichtlicher Giftbeibringung bei Mord und Selbstmord vorkommen. Das Gift kann entweder als gasförmige Blausäure über die Lunge aufgenommen werden (z. B. durch Einatmen von cyanidhaltigem Brandrauch), in flüssiger Form (z. B. Zerbeißen einer Blausäure-Kapsel im Mund), aber auch oral als Alkalisalz (z. B. Verschlucken von Kaliumcyanid).
Der Mechanismus der Cyanid-Vergiftung beruht auf der Hemmung des Enzyms Cytochrom-c-Oxidase in der Atmungskette. Das Fe(III)-Zentralatom wird mit hoher Affinität reversibel gebunden. Dadurch wird die Sauerstoffverwertung in der Zelle verhindert. Gegengifte sind 4-Dimethylaminophenol-Hydrochlorid (4-DMAP), Natriumthiosulfat, Hydroxycobalamin (Vitamin B12b, im Cyanokit) sowie Amylnitrit.
Die Bindung des Cyanids an Fe(II)-Ionen ist vergleichsweise gering. Die Inaktivierung des Hämoglobins durch Bindung des Fe(II)-Ions spielt daher bei Vergiftungen eine untergeordnete Rolle.
Eine hellrote Färbung der Haut ist ein typisches Anzeichen einer Vergiftung mit Cyaniden: Das venöse Blut ist noch mit Sauerstoff angereichert, da der Sauerstoff von den Zellen nicht verwertet werden konnte.
Die meisten Zellen besitzen das Enzym Rhodanase, das Schwefel an das Cyanid-Ion (CN−) bindet, es entsteht Rhodanid (SCN−). Diese Entgiftung im Körper läuft mit einer Rate von 0,1 mg pro kg Körpergewicht und Stunde ab. Daher ist eine längere Aufnahme von kleineren Mengen an Cyanid ungefährlich, Vergiftungserscheinungen entstehen durch die Stoßaufnahme.
Der maximal zulässige Gehalt von Cyaniden im Trinkwasser liegt laut Trinkwasserverordnung bei 0,05 mg/l.

## Nachweis
Der qualitativ chemische Nachweis von Cyaniden kann mit Fe3+-Ionen in salzsaurer Lösung nach Umsetzung mit Ammoniumpolysulfid erfolgen. Dabei entsteht das tiefrot gefärbte Eisen(III)-thiocyanat Fe(SCN)3. Allerdings sollte beachtet werden, dass dieser Nachweis in Anwesenheit von Fe(II), wegen der Bildung von Berliner Blau, einem Komplex des Fe(II) mit dem Hexacyanidoferrat(III) als Liganden, nicht funktioniert. Ebenso kann aber der Nachweis mit einer Mischung aus Eisen(II)- und Eisen(III)-salz durchgeführt werden, wobei sich Berliner Blau bildet.

## Praktische Verwendung

### Bergbau
Cyanidlösungen werden in der Praxis zum Herauslösen von Edelmetallen aus Gesteinen verwendet (Gold-, Silbergewinnung). Zuerst erfolgte dies in den 1890er Jahren in Südafrika, mit dem von John Stewart MacArthur 1887 entwickelten MacArthur-Forrest-Verfahren. Aufgrund der hohen Giftigkeit von Cyanid ist dies mit großen potentiellen Schäden für die Umgebung verbunden. Umweltschäden können durch die Ableitung der Schlämme oder durch unsichere Ablagerung entstehen. Im rumänischen Baia-Mare kam es im Jahr 2000 zu großen Umweltschäden durch einen Dammbruch bei einer Goldaufbereitung, im türkischen Kütahya brachen 2011 zwei von drei Dämmen einer Silberaufbereitung.
Das Europäische Parlament stimmte im Mai 2010 für ein Verbot der Nutzung von Cyanid im Bergbau. Umweltorganisationen kritisieren, dass Cyanid außerhalb der EU noch weiterhin im Bergbau eingesetzt wird, so z. B. im Hochland der Dominikanischen Republik und Costa Rica, aber auch in den großen Bergbaunationen Australien, Kanada und Südafrika. Nach einem Report von 2011 gab es weltweit im Bergbau in den 25 Jahren davor mindestens 30 größere Unfälle mit Cyanid, häufig ausgelöst durch Dammbrüche. Das Cyanid wird meist nur in geringer Konzentration eingesetzt (typisch 100 bis 500 ppm beim Goldbergbau). Alternativen zur Verwendung von Cyanid wurden zum Beispiel in Australien (Thiosulfat-Prozess der CSIRO) und 2017 vom Nobelpreisträger Fraser Stoddart entwickelt (unter Verwendung von Wasserstoffperoxid und Maisstärke).

### Metallbearbeitung
Beim Härten von Metall kommen je nach Verfahrensweise cyanidhaltige Härtesalze zum Einsatz. Verbrauchte cyanidhaltige Härtereisalze enthalten dann auch Legierungsbestandteile der zu härtenden Werkstücke und sind regelmäßig gefährlicher Abfall (Abfallschlüssel 110301* gemäß AVV). Ist keine Abfallverwertung möglich, kommt wegen der hohen Giftigkeit und Wassergefährlichkeit eine Beseitigung nur in Untertagedeponien in Betracht.

## Entsorgung
Um Cyanide zu entsorgen, verwendet man ein geeignetes Oxidationsmittel, wie Natriumhypochlorit (NaOCl) oder Wasserstoffperoxid (H2O2). Das Cyanid wird dabei in unschädlichen Stickstoff und Kohlenstoffdioxid überführt.
{\displaystyle \mathrm {CN^{-}+H_{2}O+OCl^{-}\longrightarrow CNCl+2\ OH^{-}} }
{\displaystyle \mathrm {CNCl+2\ OH^{-}\longrightarrow OCN^{-}+Cl^{-}+H_{2}O} }
{\displaystyle \mathrm {2\ OCN^{-}+3\ OCl^{-}+H_{2}O\longrightarrow 2\ CO_{2}+N_{2}+3\ Cl^{-}+2\ OH^{-}} }
Cyanide dürfen bei der Entsorgung keinesfalls mit Säuren in Kontakt kommen, da sonst Blausäure entsteht. Die Umwandlung zur Entsorgung muss daher im basischen Milieu stattfinden. Auch Hypochlorit-Anionen dürfen nicht mit Säure in Kontakt kommen, da sonst Chlorgas freigesetzt wird.
Selbst die Autoprotolyse des Wassers ({\displaystyle \mathrm {2\ H_{2}O\ \rightleftharpoons \ H_{3}O^{+}\ +\ OH^{-}} }) reicht bereits aus, um die Protonen für die Entstehung der giftigen Blausäure zu spenden, daher ist die o. g. alkalische Entsorgung unbedingt einzuhalten.